# Triplaris cumingiana
Triplaris cumingiana es un árbol de la familia de las poligonáceas nativo de los bosques de Suramérica. 

## Descripción
Son árboles pequeños que alcanzan un tamaño de hasta 15 m de altura, las ramas superiores, generalmente glabras, de color rojizo a pardo grisáceo. Las hojas subsésiles a pecioladas, con pecíolos canaliculados de hasta 2 cm de largo; hojas oblongas, la mayoría 2,5-4 veces más largas que anchas, 15-25 (-30) cm,. de largo, 4-9 cm de ancho, ápice agudo a acuminado, basalmente redondeada a aguda. Inflorescencias estaminadas de fascículos  formando espigas compactas de hasta 1 cm de ancho. Flores pistiladas con pedicelos 2,5-9 mm de largo, los sépalos convertirse 30-50 mm de largo, las alas libres 2-3 veces más largo que los tubos; alas oblanceoladas.

## Taxonomía
Triplaris cumingiana fue descrita por Fisch. & C.A.Mey. y publicado en Mémoires de l'Académie Impériale des Sciences de Saint-Pétersbourg. Sixième Série. Sciences Mathématiques, Physiques et Naturelles. Seconde Partie: Sciences Naturelles 4: 148. 1845[1840].
Sinonimia
- Triplaris arnottiana Meisn.
- Triplaris auriculata Meisn.
- Triplaris guayaquilensis Wedd.
- Triplaris lindeniana Wedd.[2]